# Muralles d'Alacant
Les muralles d'Alacant van ser un conjunt defensiu format per un triple anell de muralles que protegien la ciutat valenciana d'Alacant.
El primer perímetre emmurallat va tindre el seu origen en l'antiga medina musulmana de Laqant. És poc el que es coneix d'aquestes muralles perquè es van derrocar els seus murs a mesura que la ciutat creixia i perdien utilitat defensiva. La segona muralla es va construir i es va reforçar entre els segles xiii i xiv, sota el domini de diferents reis cristians (Alfons X de Castella, Jaume II i Pere IV el Cerimoniós), per protegir la població que s'havia assentat extramurs. El tercer anell emmurallat, el més exterior, es va construir al llarg del segle xvi, en el context de l'establiment d'un nou sistema defensiu per a la ciutat.
El seu enderrocament va començar en 1860, dos anys després que Alacant perdera la seua condició de plaça forta, i va permetre l'expansió de la ciutat. En l'actualitat només queden alguns vestigis, dels quals els millor conservats són els que es troben al carrer Major i al Paseíto Ramiro, que van ser declarats Béns d'Interés Cultural de la província d'Alacant el 3 de juny de 1996 i el 14 d'abril de 1997, respectivament.